# Клан Мэтисон
Мэтисон (англ. Matheson, гэльск. MacMhathain) — один из кланов горной Шотландии. Его название происходит от гэльского Mic Mhathghamhuin, что значит «сын медведя», либо от гэльского же MacMhathain — «сын героев».

## История
Возникновение клана датируют XII веком. Основателем клана считают Гильойна, жившего в королевстве Дал Риада. Клан традиционно поддерживал королей Дал Риада в борьбе с пиктами.
В начале XV века Мэтисон был влиятельным горным кланом. Вождь мог собрать под своё командование армию в 2000 человек. В результате успешной войны с кланом Сазерленд были завоеваны земли клана. Но к концу века, из-за борьбы за руководство, клан теряет своё влияние.